# Domici Labeó
Domici Labeó (en llatí Domitius Labeo) va ser escriptor de temes jurídics romà que va deixar alguns escrits al Digest, tot i que la seva condició de jurista no està acreditada, ja que en una carta que va escriure a Juventi Cels, o potser al seu fill Publi Juventi Cels, demostra una manca de coneixements jurídics, que va merèixer una resposta grollera.
Com que menciona a un Antistius Labeo (potser Quint Antisti Labeó o Marc Antisti Labeó) segurament va viure almenys al segle i. Sext Pomponi parla d'un llibre, Labeo Libris Epistolarum, que, encara que es discuteix, podria ser d'aquest Labeó.